# Euroliga 1994./95.
Ovo je 38. izdanje elitnog europskog klupskog košarkaškog natjecanja. Nakon dva kruga izbacivanja igrane su dvije četvrtzavršne skupine i onda četvrtzavršnica. Hrvatski predstavnik Cibona ispao je u četvrtzavršnici od Real Madrida. Završni turnir održan je u Zaragozi od 11. do 13. travnja 1995.

## Završni turnir

### Poluzavršnica
- CSP Limoges -  Real Madrid 49:62
- Panathinaikos -  Olympiakos 52:58

### Završnica
- Real Madrid -  Olympiakos 73:61

- europski prvak:  Real Madrid (osmi naslov)
  - sastav ([1]): José Lasa, Ismael Santos, Javier García Coll, José Biriukov, Joe Arlauckas, José Miguel Antúnez, Arvydas Sabonis, Martín Ferrer, Josep Cargol, Antonio Martín Espina, trener Želimir Obradović